# Kościół Trzech Króli w Elblągu
Kościół pw. Trzech Króli (niem. Drei-König-Kirche) – kościół, który znajdował się w Elblągu na placu ograniczonym dzisiejszymi ulicami Giermków, Szkolną, Janowską i Ślusarską. Wybudowany w 1341 jako katolicki, później ewangelicko-augsburski, zlikwidowany po II wojnie światowej.

## Historia

### Stary kościół

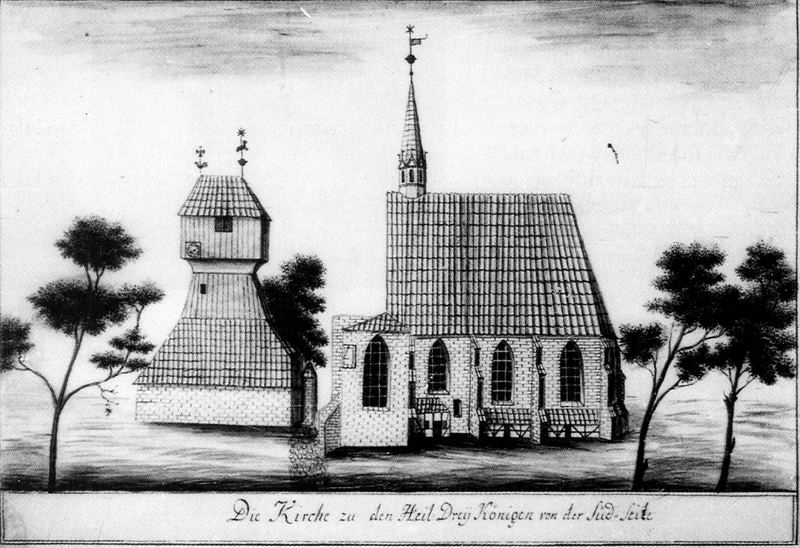
Stary kościół Trzech Króli w XVIII wieku

Pierwsza wzmianka o nowomiejskim kościele Trzech Króli ukazała się w 1341. Kościół parafialny poświęcony Trzem Królom zaplanowano z dużym rozmachem, lecz ze względów finansowych nigdy nie ukończono budowy i oddzielnie stojąca wieża nie została połączona z korpusem kościoła. Od samego początku była to główna świątynia Nowego Miasta Elbląga. Kościół w wyniku reformacji przeszedł w posiadanie zwolenników Marcina Lutra. Przez stulecia, nieukończona świątynia, choć remontowana była coraz w gorszym stanie. W roku 1880 proboszcz kościoła – Christian Eduard Rhode oraz rada parafialna zadecydowała o budowie nowego kościoła.

### Nowy kościół
W latach 1881–1885 rozebrano stary i zbyt mały kościół, a na jego miejscu zbudowano nowy w stylu neogotyckim według projektu architekta Wohla z Berlina. Nową budowlę poświęcono 17 marca 1885 roku. Miał on wnętrze trzynawowe, sklepienia żebrowe, które podtrzymywały kolumny korynckie. Kościół posiadał ok. 1200 miejsc siedzących. Oszkarpowany korpus główny skrzyżowany został z równym mu wysokością transeptem. Prezbiterium, zamknięte prosto, nieznacznie niższe od naw i transeptu ujmowały dwie ośmioboczne wieżyczki, zwieńczone wysmukłymi hełmami. Od zachodu postawiono szeroką wieżę ujętą niższymi od korpusu kościoła aneksami wejściowymi, którą zwieńczono wysokim, czterospadowym dachem z wyłamującymi się z połaci szczytami oraz hełmem w postaci wysokiej iglicy, otoczonej ośmioma wimpergami, co było jedynym nawiązaniem do formy sygnaturki starej świątyni. Nowa wieża miała 67 metrów wysokości. Do czasu odbudowy wieży kościoła św. Mikołaja była to najwyższa konstrukcja w Elblągu. Ostrołukowe okna dekorowały proste maswerki, dekoracje elewacji zewnętrznej tworzyły ceglane fryzy. Nawy boczne, poprzez umieszczenie w nich empor wspartych na przegradzających przęsła szerokich, ostrołukowych arkadach zbliżały je do rzędu bocznych kaplic.
29 marca 1892 roku założono chór kościelny.
W latach 30. kościół został wyremontowany. Zamontowano również centralne ogrzewanie. 

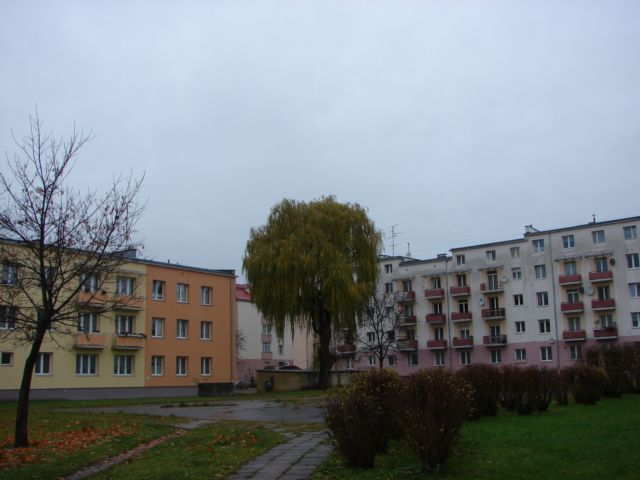
Miejsce na którym stał kościół Trzech Króli

Kościół Trzech Króli został zniszczony w czasie II wojny światowej w mniejszym stopniu niż inne kościoły ewangelickie Elbląga. Niewielkiego uszkodzenia doznała wieża, na której zachowały się dwa gotyckie dzwony (dwa pozostałe zostały przetopione na cele wojenne), które zdemontowano i umieszczono je w wieży kościoła św. Wojciecha w Elblągu. Czyniono starania o przekazanie tej świątyni Kościołowi katolickiemu. Niestety nie doszły one do skutku. W 1954 roku kościół Trzech Króli został, podobnie jak pozostałości kościoła św. Anny wysadzony w powietrze. W jego miejscu w latach pięćdziesiątych zbudowano bloki mieszkalne.

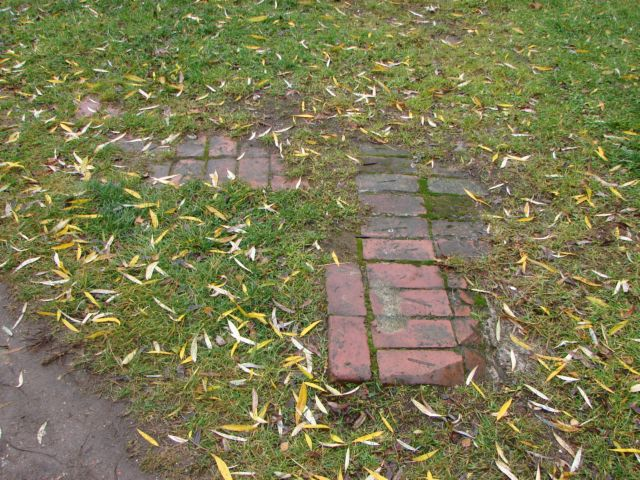
Pozostałości po kościele

## Wyposażenie
- ołtarz główny poświęcony Trzem Królom zwieńczony postacią św. Jana Chrzciciela trzymającego w ręce księgę, na której spoczywał baranek, stworzony w roku 1520 przez mistrza Schoffsteina. Przeniesiony do Katedry św. Mikołaja w Elblągu jako jeden z bocznych ołtarzy.
- dwa duże mosiężne świeczniki o podstawie przedstawiającej lwa;
- ambona wykonana przez elbląskiego rzeźbiarza Heinricha Josefa Splietha wykorzystując przy tym podstawę danej chrzcielnicy
- obraz przedstawiający Złożenie Chrystusa do Grobu ofiarowany kościołowi Trzech Króli w 1720 roku przez mieszczanina Gabriela Freymutha, przeniesiony do Katedy Elbląskiej.

### Organy
Organy wykonała elbląska firma organmistrzowska Augusta Terletzkiego. Prospekt organowy zbudowano z dębu w stylu neogotyckim. Instrument posiadał dźwignię Barkera, 31 głosów, podzielonych na trzy manuały i pedał. W 1935 roku zakład Orgelbauanstalt Ed. Wittek gruntownie wyremontował i przebudował organy. Wymieniono trakturę z mechanicznej na pneumatyczną, zbudowano nowy kontuar, oraz wyposażono organy w nowinki techniczne. Po rozbudowie organy posiadały 33 głosy i 1836 piszczałek. W 1937 roku firma Bruno Goebel Söhne z Królewca rozbudował organy do 45 głosów. Rada parafialna zdecydowała również, że w celu rozbudowy użyty zostanie materiał piszczałkowy pochodzący z rozebranych 45-głosowych organów Bruno Goebla znajdujących się w Auli Ogrodu Zoologicznego w Królewcu. Instrument w królewieckim zoo, wybudowany w 1912 roku jako opus 274, został sprzedany z powodu, ponieważ był praktycznie nieużywany. Bracia Goebel wykorzystali jedynie materiał z piszczałek ponownego przetopienia lub bądź przerobili piszczałki poprzez ich skrócenie i zwężenie menzur. Po rozbudowie organy posiadały trakturę pneumatyczną.
W tamtym okresie był to najnowocześniejszy i drugi co do wielkości instrument w Elblągu.

### Dzwony
W wieży kościoła wisiały 4 dzwony:
- Betglocke - data odlania nieznana, nazwę odziedziczył po największym dzwonie kościoła św. Mikołaja, który stopił się w czasie pożaru kościoła w roku 1777, a wtedy nazwa przeszła na największy dzwon Nowego Miasta. Dzwon ten był dwa razy przetapiany: w roku 1649 i 1729. Nosi on łaciński napis: Dum campana trahor populum te convoco Christi ad res divinas nec non pia funera ploro (Gdy dzwonię, zwołuję lud Chrystusowy do modlitw i opłakuję zmarłych). W czasie II wojny światowej, w roku 1941 został zdemontowany i dostarczony do składnicy dzwonów w Hamburgu, które miały być przeznaczone na cele wojenne. Dzwon tej przetrwał wojnę i został przeniesiony do kościoła św. Leonarda w Stuttgarcie.
- Dzwon zegarowy - odlany w 1507 roku, posiada napis: Zur Ehre der Drei Könige und aller Heiligen(Na cześć Trzech Króli i wszystkich świętych). Wydzwaniał on pełne godziny. Umieszczony w wieży kościoła św. Wojciecha w Elblągu.
- Drugi dzwon zegarowy - wybijał z kolei kwadranse. Został odlany w roku 1477 i posiadał napis: Anna heiss ich, Meister Merten goss mich(Nazywam się Anna, odlał mnie mistrz Merten). Umieszczony w wieży kościoła św. Wojciecha w Elblągu.
- Dzwon bliżej nieznany, najmniejszy w dzwonnicy, został w czasie II wojny światowej przetopiony na cele wojenne.